# Kế hoạch Mincemeat
Kế hoạch Mincemeat là một kế hoạch Nghi binh của Anh quốc nhằm lừa Đức Quốc xã trong Chiến dịch Husky thuộc thế chiến thứ hai. Âm mưu thành công khiến đưa đến chiến thắng của Quân Đồng Minh ở Sicilia.

## Câu chuyện
Ngày 30 tháng 4 năm 1943, xác người đàn ông chết đuối được phát hiện ở thị trấn Huelva bên vùng bờ biển phía nam Tây Ban Nha . Xác chết được mặc quân phục và đeo hàm thiếu tá (Cấp bậc thiếu tá được lựa chọn bởi người mang cấp bậc này đủ nhận được sự tin tưởng của cấp trên khi giao cho anh ta chuyển tài liệu mật, và cũng không phải là người có vị trí quá cao để nhiều người có thể biết đếên n) tWilliam Bill Martin của thủy quân lục chiến hoàng gia Anh. Giấy tờ tùy thân của thiếu tá Martin chứng thực anh ta sinh năm 1917 ở Cardiff, xứ Wales, có vị hôn thê được gọi tên thân mật là Pam. Bằng chứng cho liên hệ thân thiết giữa Pam và Martin là bức ảnh chân dung của Pam (thực tế là ảnh của nữ nhân viên Nancy Jean Leslie) nằm trong túi áo của Martin cùng hai bức thư tình và cả một hóa đơn mua nhẫn đính hôn giấu trong thi thể. Như thế vẫn chưa đủ, Cơ quan tình báo Anh còn thêm vào bên trong quần áo của Martin các vật chứng đời thường khác như hai cuống vé xem kịch, một vé xe buýt đã qua sử dụng, một hóa đơn mua áo mới, một hóa đơn nghỉ 4 đêm tại Câu lạc bộ Quân đội và Hải quân, một thư ngân hàng yêu cầu thanh toán khoản chi 79,97 Bảng Anh, tất cả đều được in với ngày tháng cận kề thời điểm Martin mất tích. Điểm mấu chốt của toàn bộ kế hoạch này là những "tài liệu mật" trong chiếc cặp được xích vào tay xác chết: các bức thư giới thiệu thật, có chữ ký của những chỉ huy ngoài đời thật và một loạt các thông tin liên quan đến các vấn đề nhạy cảm. Những thư giới thiệu và thư trao đổi giữa các thượng cấp của Martin được bỏ vào trong một chiếc cặp nhỏ để người Đức tin rằng Martin đang mang theo tài liệu này bên mình. Chiếc cặp sau đó được cột vào cổ tay của Martin bằng một sợi dây xích để chắc chắn nó không bị trôi đi và sẽ được vớt cùng thi thể.
 

Ban đầu, người Anh định thả thi thể này từ trên máy bay xuống vùng bờ biển Tây Ban Nha cùng một chiếc dù

Báo Times đăng cáo phó Thiếu tá Martin bị chết trong lúc thi hành công vụ

không nguyên vẹn. Tuy nhiên, ý tưởng này bị hủy bỏ vì quân Đức sẽ không tin rằng, quân Đồng minh lại liều lĩnh cho một sĩ quan mang thứ "tài liệu quan trọng" nhảy dù vào vùng lãnh thổ địch. Phương án cuối cùng được đưa ra là thi thể viên thiếu tá trên sẽ được thả trôi dạt vào bờ biển, như thể anh ta bị chết do tai nạn bất ngờ rơi xuống biển. Theo đó, thi thể "thiếu tá Martin" được đưa lên tàu ngầm HMS Seraph thả xuống biển cách bờ khoảng 1,6 km. Thậm chí, những ngày sau đó, các báo của Anh còn đăng cáo phó về cái chết của viên sĩ quan tên Martin để củng cố chuyện tai nạn xảy ra là hoàn toàn có thật.
Tuy mang danh nghĩa trung lập, nhưng chính quyền Tây Ban Nha dưới thời nhà độc tài Francisco Franco vẫn nghiêng về Phe Trục nên lập tức số tài liệu nói trên được chuyển cho Đức trong đó có một lá thứ có nội dung cho biết: quân đội Đồng minh trong mùa hè năm 1943 sẽ tấn công Sardinia và đảo Corse (tức về hướng Hy Lạp chứ không phải đảo Sicilia).

## Tác giả kế hoạch
Để thực hiện nghi binh, cơ quan tình báo Anh đã tận dụng lấy các ý tưởng "kỳ quặc" từ thông điệp của Ian Fleming (cha đẻ của nhân vật James Bond) và tiến hành kế hoạch gây nhiễu thông tin mang tên Thịt băm - Mincemeat nhằm khiến phe Phát xít tưởng rằng lực lượng Đồng minh sẽ tiến chiếm Hy Lạp thay vì đảo Sicilia. Có thông tin cho rằng người nghĩ ra kế hoạch này chính là sĩ quan tình báo Anh Ewen Montagu.

## Ai là cái xác của người sĩ quan Anh
Nhiều nghi vấn về ai là cái xác đóng vai sĩ quan Anh trôi ngoài khơi Tây Ban Nha. 
- Giả thuyết thứ nhất cho rằng đó Cơ quan tình báo Anh sử dụng thi thể của một người đàn ông vô gia cư xứ Wales tên là Glyndwr Michel chết khi ăn chuột nhiễm độc của bã chuột, hóa trang để thi thể trông giống người bị chết đuối do tai nạn trên biển. Ngại rằng chất độc có thể bị phát hiện trong cuộc giải phẫu Pháp y, cùng với ý kiến hoài nghi rằng nạn nhân không chết do đuối nước, nhưng người Anh tin tưởng rằng người Công giáo Tây Ban Nha khá khó chịu với việc giải phẫu pháp y nên sẽ không bị phát hiện.[6]Bia mộ của "Thiếu tá Martin" ở Tây Ban Nha nhưng đến thập niên 1990, trên bia được cập nhật thêm cái tên Glyndwr Michel.[5]

- Có giả thuyết khác lại cho rằng đó là xác của một thủy thủ Anh chết trong vụ nổ tàu HMS Dasher (D37).[6]